# Житомирський картонний комбінат
ТОВ «Житомирський картонний комбінат» — підприємство целюлозно-паперової промисловості, що входить до активів EFI group. Розташоване в місті Житомир, зайняте в галузі виробництва паперу, картону та паперової тари.

## Історія
Підприємство засновано у 1962 році як «Житомирська паперова фабрика».  У 1966 році збудовано цех з виробництва паперових пакетів. А в 1967 році підприємству присвоєно звання «Фабрики імені 50-річчя Великої Жовтневої соціалістичної революції». У 1970 році вперше в СРСР було освоєно виробництво литої тари потужністю 140 000 тис. штук горбкуватих прокладок на рік. Протягом 2001—2005 років підприємство перебувало у стагнації. У 2005 році фабрику реорганізовано у ТОВ «Житомирський картонний комбінат».

## Діяльність
Підприємство займається виробництвом паперу та картону, гофрокартону, гофротари та упаковки для яєць.